# South-Sawyer-Gletscher
Der South-Sawyer-Gletscher ist ein 40 km langer Talgletscher in den Boundary Ranges in Alaska (USA) und British Columbia (Kanada).

## Geografie
Der South-Sawyer-Gletscher befindet sich 95 km südöstlich von Juneau im Alaska Panhandle. Der Gletscher entwässert einen Teil der Gletscherfläche der Stikine Icecap nach Westen hin zum Meer. Das Nährgebiet des Gletschers liegt auf kanadischer Seite südlich des Owens Peak auf einer Höhe von etwa 1400 m. Der Gletscher strömt in nordwestlicher Richtung und überquert die Grenze nach Alaska. Die durchschnittliche Gletscherbreite beträgt 2,6 km. Die Gletscherzunge des South-Sawyer-Gletschers befindet sich am hinteren Ende des Tracy Arm. Dieser stellt ein Fjord dar, der sich zur Stephens Passage hin öffnet. Der South-Sawyer-Gletscher ist wie andere Gletscher in der Region im Rückzug begriffen.

## Tourismus
Die Gletscherzunge des Sawyer-Gletschers stellt ein beliebtes Touristenziel dar. Kreuzfahrtschiffe steuern deshalb regelmäßig den Tracy Arm an, wobei jedoch nicht alle bis ans Ende des Fjords fahren.